# Jean-Pierre Cassel
Jean-Pierre Cassel ( születési neve: Jean-Pierre Crochon) (Párizs, 1932. október 27. – Párizs, 2007. április 19.) francia színész. Az 1950-es évektől filmezett. Külföldön is népszerű, sokat foglalkoztatott jellemszínész volt. Éppen ezért meglepő, hogy mennyiségében és minőségében egyaránt figyelemre méltó életműve ellenére sem hazájában, sem külföldön nem részesült lényegében semmilyen komolyabb szakmai elismerésben. Egyik fia az új évezred népszerű filmsztárja, Vincent Cassel. Másik két gyermeke is a színészi-előadóművészi pályát választotta: leánya, Cécile, „HollySiz” néven vált ismert énekesnővé, legidősebb fia, Mathias „Rockin’ Squat” néven rapperként működik.

## Pályafutása
Jean-Pierre René Simon színitanodájában készült a pályára. Első szakmai tapasztalatait a színpadon szerezte, főleg kabarékban lépett fel. 1953-ban kezdett filmezni. Gene Kelly Franciaországban forgatott filmjében, a The Happy Roadban (1957) még csak statisztált, de a neves színész-rendező biztatta, hogy ne hagyjon fel a filmezéssel. Filmszínészi karrierje Philippe de Broca alkotásaival indult be igazán: A tréfacsináló, Szerelmi játékok, Szerető öt napra. Emlékezetes szerepe volt Voltaire hősének megformálása a Candide, avagy a XX. század optimizmusa (1961) című filmben. Rövidesen a szakma további jeles alkotói – Claude Chabrol, Abel Gance, René Clément, René Clair és mások – kezdték foglalkoztatni. Gyakori szerepköre volt a szívtipró és a sikeres életművész.
Nemzetközi szinten Ken Annakin derűs filmje, a repülés hőskorában játszódó Azok a csodálatos férfiak, az ő repülő masináikkal (1965) hívta fel rá a figyelmet. Hazájában Alain Jessua Játék a gyilkossággal (1967) című érdekes filmjátéka, Jean-Pierre Melville Árnyékhadsereg (1969) című háborús drámája és Michel Deville A medve és a baba (1969) című munkái jelentettek komoly feladatokat számára: utóbbiban Brigitte Bardot oldalán játszott. Egy francia ezredest alakított a színészként is jelentékeny rendező, Richard Attenborough első játékfilmjében, a Váltson jegyet a háborúba! (1969) című zenés komédiában.
Az 1970-es években ért fel pályája csúcsára. Fontos szerepet játszott Luis Buñuel ma már filmtörténeti értékű munkájában: A burzsoázia diszkrét bája (1972). Briliáns alakítást nyújtott a hiú és infantilis XIII. Lajos király szerepében Richard Lester kétrészes Dumas-adaptációiban: A három testőr, avagy a királyné gyémántjai (1973), A négy testőr, avagy a Milady bosszúja (1974). E két kosztümös kalandfilm az akkori legnagyobb sztárokat vonultatja fel, akárcsak az Agatha Christie krimijéből készült Gyilkosság az Orient Expresszen (1974), melyben Cassel a vasúti kalauz kulcsszerepét játszotta. Magyarországon is vetítették a Csak egy asszony (1975) című életképet és a Ki öli meg Európa nagy konyhafőnökeit? (1978) című krimivígjátékot: előbbiben Annie Girardot, utóbbiban Jacqueline Bisset volt a partnere.
Évei számának gyarapodásával sem szorult háttérbe, sőt a televízió is mind gyakrabban foglalkoztatta. XIII. Lajos után XV. Lajost is eljátszotta a Casanova (1987) című tévés produkcióban, ráadásul partnerei között Lester testőr-filmjeiből ismert kollégák is voltak: Richard Chamberlain, Faye Dunaway, Frank Finlay és Roy Kinnear. Szerepelt egyébként a testőr-filmek befejező részében is: A testőrök visszatérnek (1989). Mivel az általa korábban játszott XIII. Lajos a cselekmény szerint akkor már halott volt, Cassel egy új szereplőt, a nagy orrú Cyranót keltette életre. Vincent van Gogh és fivére, Theo kapcsolatáról szól Robert Altman Vincent és Theo (1990) című rendezése, melyben Cassel dr. Paul Gachet alakját formálta meg. Altman néhány évvel később a divatvilágot kipellengérező szatírája, a Divatdiktátorok (1994) sztárjai közé is meghívta a színészt. Casselt régi barátja, Claude Chabrol A szertartás (1995) című filmjében nyújtott alakításáért a legjobb epizodistának járó César-díjra jelölték, de nem neki ítélték. Haláláig folyamatosan filmezett. Rákban hunyt el.

## Filmjei
- 1953: Saluti e baci
- 1953: Kegyelemlövés (Un acte d’amour) (nem szerepel a stáblistán)
- 1956: La famille Anodin (tévésorozat)
- 1957: The Happy Road (nem szerepel a stáblistán)
- 1957: Megmérgez a családom / A medve bőre (La peau de l’ours)
- 1957: Gyalog, lovon és autóval (À pied, à cheval et en voiture)
- 1957: Megmentettem az életem (Comme un cheveu sur la soupe)
- 1958: Az éjszaka zűrzavara (Le désordre et la nuit) (nem szerepel a stáblistán)
- 1958: Les Cinq dernières minutes (tévésorozat, a Le théâtre du crime című epizódban)
- 1958: Baj esetén (En cas de malheur) (nem szerepel a stáblistán)
- 1958: Et ta soeur (nem szerepel a stáblistán)
- 1959: La nuit de Tom Brown (tévéfilm)
- 1959: Charley nénje (La marraine de Charley)
- 1960: A tréfacsináló (Le farceur)
- 1960: Szerelmi játékok (Les jeux de l’amour)
- 1961: Candide, avagy a XX. század optimizmusa (Candide ou l’optimisme au XXe siècle)
- 1961: Szerető öt napra (L’amant de cinq jours)
- 1961: Szereti ön Brahmsot? (Goodbye Again) (nem szerepel a stáblistán)
- 1961: Napoléon II, l’aiglon
- 1961: Figaro házassága (Le mariage de Figaro) (tévéfilm)
- 1962: La Gamberge
- 1962: A hét főbűn (Les sept péchés capitaux, a L’avarice című epizódban)
- 1962: A póruljárt tizedes (Le caporal épinglé)
- 1962: Arsène Lupin (Arsène Lupin contre Arsène Lupin)
- 1963: Egy asszony járt itt (Nunca pasa nada)
- 1964: Alta infedeltà (a La Sospirosa című epizódban)
- 1964: A világ legnagyobb szélhámosságai (Les plus belles escroqueries du monde, a L’homme qui vendit la Tour Eiffel című epizódban)
- 1964: Cyrano és d’Artagnan (Cyrano et d’Artagnan)
- 1964: Tökéletes úriember (Un monsieur de compagnie)
- 1965: Azok a csodálatos férfiak a repülő masináikban (Those Magnificent Men in Their Flying Machines or How I Flew from London to Paris in 25 hours 11 minutes)
- 1965: Finom kis háború (Les fêtes galantes)
- 1966: Párizs ég? (Paris brûle-t-il?)
- 1966: L’Avare (tévéfilm)
- 1967: Játék a gyilkossággal (Jeu de massacre)
- 1968: Édes urak (Le dolci signore)
- 1968: La double inconstance (tévéfilm)
- 1969: Ó, az a csodálatos háború! / Váltson jegyet a háborúba! (Oh! What a Lovely War)
- 1970: A medve és a baba (L’ours et la poupée)
- 1969: Árnyékhadsereg (L’armée des ombres)
- 1970: La Rupture
- 1971: Malpertuis
- 1971: Hajó a füvön (Le bateau sur l'herbe)
- 1972: A burzsoázia diszkrét bája (Le Charme discret de la bourgeoisie)
- 1973: Il magnate
- 1973: Baxter!
- 1973: A három testőr, avagy a királyné gyémántjai / A három testőr, avagy a királyné nyaklánca (The Three Musketeers)
- 1974: Birkanyírás (Le mouton enragé)
- 1974: Gyilkosság az Orient Expresszen (Murder on the Orient Express)
- 1974: A négy testőr, avagy a Milady bosszúja (The Four Musketeers)
- 1975: Csak egy asszony… (Docteur Françoise Gailland)
- 1975: Szerelmi hadviselés (That Lucky Touch)
- 1976: Tojásrántotta (Les oeufs brouillés)
- 1976: Burzsoá bolondságok (Folies bourgeoises)
- 1977: Cinéma 16 (tévésorozat), L’Oeil de l’autre c. epizód
- 1978: Ki öli meg Európa nagy konyhafőnökeit? (Who Is Killing the Great Chefs of Europe?)
- 1978: Les rendez-vous d’Anna
- 1979: Contro 4 bandiere
- 1979: Grandison
- 1979: A pokoltól a győzelemig (From Hell to Victory)
- 1979: Te fogsz engem, én téged (Je te tiens, tu me tiens par la barbichette)
- 1979: La ville des silences
- 1979: A zöld kabát (La giacca verde) (tévéfilm)
- 1980: Le soleil en face
- 1980: 5% de risques
- 1980: Superman II. (nem szerepel a stáblistán)
- 1980: Szerelem a hideg éghajlat alatt (Love in a Cold Climate) (tévésorozat)
- 1980: Ça va plaire (tévéfilm)
- 1981: Női akt (Nudo di donna)
- 1981: La vie continue
- 1982: Ehrengard
- 1982: Il caso Graziosi (tévéfilm)
- 1982: Alicja
- 1982: La guérilléra
- 1982: Pisztráng (La truite)
- 1982: Emmenez-moi au théâtre: Le fleuve étincellant (tévéfilm)
- 1983: Vive la sociale!
- 1984: Dernier banco (tévéfilm)
- 1985: Tranches de vie
- 1986: Se un giorno busserai alla mia porta (tévésorozat)
- 1986: Nel gorgo del peccato (tévésorozat)
- 1986: L’été 36 (tévéfilm)
- 1986: La méthode rose (tévéfilm)
- 1986: Liberty (tévéfilm)
- 1987: A Matter of Convenience (tévéfilm)
- 1987: Sentimental Journey (tévéfilm)
- 1987: Casanova (tévéfilm)
- 1988: A sivatag kincse (The Secret of the Sahara) (tévésorozat)
- 1988: Sei delitti per padre Brown (tévésorozat)
- 1988: Huhogók (Chouans!)
- 1988: Az ifjú Toscanini (Il Giovane Toscanini)
- 1988: La chaîne (tévésorozat)
- 1988: Szögevő (Mangeclous)
- 1989: Emma. Quattro storie di donne (tévéfilm)
- 1989: A forradalom alsószoknyái (Les jupons de la révolution) (tévésorozat, a La baïonnette de Mirabeau című epizódban)
- 1989: A testőrök visszatérnek (The Return of the Musketeers)
- 1985–1989 Série noire (tévésorozat, a Tu crois pas si bien dire és a La lune d'Omaha című epizódokban)
- 1989: Megyek a macskámért (Vado a riprendermi il gatto)
- 1989: Piège infernal (tévésorozat)
- 1989: Mindörökké Júlia (Disperatamente Giulia) (tévésorozat)
- 1990: Az operaház fantomja (The Phantom of the Opera) (tévéfilm)
- 1990: Mr. Gonosz (Mister Frost)
- 1990: Vincent és Theo (mozifilm) (Vincent & Theo)
- 1990: Les Cadavres exquis de Patricia Highsmith / Chillers (tévésorozat, a L'épouvantail című epizódban)
- 1990: Keserű gazdagság (La misère des riches) tévésorozat)
- 1990: Vezércseléd (The Maid)
- 1990: Végzetes videó (The Fatal Image) (tévéfilm)
- 1990: Vincent és Theo (tévésorozat) (Vincent & Theo)
- 1991: Une affaire d’état (tévéfilm)
- 1991: Egy szívesség, egy óra és egy nagyon nagy hal (The Favour, the Watch and the Very Big Fish)
- 1991: Haute tension (tévésorozat, az Adriana című epizódban)
- 1991: Lángoló part (Mountain of Diamonds) (tévéfilm)
- 1991: Fantaghirò kalandjai (Fantaghirò) (tévéfilm)
- 1991: Salut les coquins (tévéfilm)
- 1992: Forgószél Párizsban (Notorious) (tévéfilm)
- 1992: Aqui D’El Rei! (tévéfilm)
- 1992: Sur la terre comme au ciel
- 1992: Warburg: A Man of Influence (tévésorozat)
- 1992: Amor e Dedinhos de Pé
- 1992: Puissance-4 (tévésorozat), Déshabillés fatals epizód
- 1992: Az ifjú Indiana Jones kalandjai (The Young Indiana Jones Chronicles) (tévésorozat, a Petrograd, July 1917 című epizódban)
- 1992: Föld és vér (De terre et de sang) (tévéfilm)
- 1993: Coup de jeune
- 1993: Pétain
- 1993: Chá Forte com Limão
- 1993: L’oeil écarlate
- 1993: A meszticlány (Métisse)
- 1993: Le secret d’Elissa Rhaïs (tévéfilm)
- 1993: La Treizième voiture (tévéfilm)
- 1994: Pokol (L’Enfer)
- 1994: Casque bleu
- 1994: Zwei alte Hasen (tévésorozat, a C'est la vie című epizódban)
- 1994: Pret-a-porter – Divatdiktátorok (Prêt-à-Porter)
- 1995: Le cœur étincelant (tévéfilm)
- 1995: Valse nocturne
- 1995: Le fils de Paul (tévéfilm)
- 1995: Le juge est une femme (tévésorozat, a Dérive mortelle című epizódban)
- 1995: A szertartás (La cérémonie)
- 1995: Tetthely (Tatort) (tévésorozat, az Eine todsichere Falle című epizódban)
- 1996: Les Bidochon
- 1996: Amores que matan
- 1996: L’embellie (tévéfilm)
- 1996: Szimatoló ellenség (Flairs ennemis) (tévéfilm)
- 1997: Dühvel és szerelemmel (Con rabbia e con amore)
- 1997: Un printemps de chien (tévéfilm)
- 1997: Le président et la garde-barrière (tévéfilm)
- 1998: Trisztán és Izolda (Il cuore e la spada) (tévéfilm)
- 1998: La patinoire
- 1999: Az ifjú Indiana Jones kalandjai – Kaland a titkosszolgálatnál (The Adventures of Young Indiana Jones: Adventures in the Secret Service)
- 1999: Mai con i quadri (tévésorozat)
- 1999: Les montagnes bleues (tévéfilm)
- 1999: Póruljárt fegyencfurgon (Trafic d’influence)
- 1999: Le plus beau pays du monde
- 2000: Les Cordier, juge et flic (tévésorozat, a Les tables de la loi című epizódban)
- 2000: Le coup du lapin (tévéfilm)
- 2000: Crimes en série (tévésorozat, a Histoires d’amour című epizódban)
- 2000: Sade márki (Sade)
- 2000: Bíbor folyók (Les rivières pourpres)
- 2001: Ma vie en l’air (tévéfilm)
- 2001: Rastignac, avagy a törtetők (Rastignac ou les ambitieux) (tévésorozat)
- 2001: Ragyog a Nap Ozirisz földjén (Un pique-nique chez Osiris) (tévésorozat)
- 2001: Double emploi (tévéfilm)
- 2001: Un citronnier pour deux (tévéfilm)
- 2001: Lelkem fénysugara (La memoria e il perdono) (tévésorozat)
- 2001: Partvidéki szerelmesek (Méditerranée) (tévésorozat)
- 2002: La chanson du maçon (tévéfilm)
- 2002: À l’abri des regards indiscrets
- 2003: La faux (tévéfilm)
- 2003: A csatorna háza (La maison du canal) (tévéfilm)
- 2003: The Wooden Camera
- 2003: Michel Vaillant – Fék nélkül (Michel Vaillant)
- 2003: Une deuxième chance (tévéfilm)
- 2004: Fabien Cosma (tévésorozat, a D’un battement de cils című epizódban)
- 2004: Narco
- 2004: Menteur! Menteuse! (tévéfilm)
- 2005: Sok a szöveg (Dans tes rêves)
- 2005: Virgil
- 2005: Bunker paradise
- 2005: La femme coquelicot (tévéfilm)
- 2006: Congorama
- 2006: Judas
- 2006: Call Me Agostino
- 2006: Fair Play
- 2006: Szerelemgyerek (Mauvaise foi)
- 2007: Le vrai coupable (tévéfilm)
- 2007: Hajsza (Contre-enquête)
- 2007: Acteur
- 2007: J’ai plein de projets
- 2007: J’aurais voulu être un danseur
- 2007: Szkafander és pillangó (Le scaphandre et le papillon)
- 2007: Vous êtes de la police?
- 2008: Asterix az olimpián (Astérix aux jeux olympiques)

## Külső hivatkozások
- Jean-Pierre Cassel a PORT.hu-n (magyarul)
- Jean-Pierre Cassel az Internetes Szinkronadatbázisban (magyarul)
- Jean-Pierre Cassel az Internet Movie Database-ben (angolul)
- Jean-Pierre Cassel a Rotten Tomatoeson (angolul)
- Jean-Pierre Cassel az AlloCiné weboldalán (franciául)